# Monteagudo (Spagna)
Monteagudo è un comune spagnolo di 1 122 abitanti situato nella comunità autonoma della Navarra.